# ورد خيطي الساق
ورد خيطي الساق (الاسم العلمي:Rosa filipes) هو نوع من النباتات يتبع جنس الورد من الفصيلة الوردية.